# Танор, Коллинз
Коллинз Танор (англ. Collins Tanor; 4 января 1998 года, Гана) — ганский футболист, играющий на позиции полузащитника. Ныне выступает за датский клуб «Норшелланн».

## Клубная карьера
До 17 лет занимался футболом в Гане, после чего его пригласили в академию английского клуба «Манчестер Сити». В январе 2016 года был отдан в аренду на полтора года в датский клуб «Норшелланн». 9 мая 2016 года дебютировал в датском чемпионате в поединке против «Брондбю», выйдя на поле в стартовом составе и будучи заменённым после перерыва. Всего в дебютном чемпионате провёл три встречи.